# Slaughter to Prevail
Slaughter to Prevail é uma banda russa de deathcore de Yekaterinburg, na Rússia. Eles estão actualmente ligados à Sumerian Records.

## História
Antes de formar a banda Slaughter to Prevail, o guitarrista britânico Jack Simmons foi um dos membros da banda de deathcore londrina Acrania, enquanto o vocalista russo Alex Terrible ganhou um culto de seguidores online graças aos seus vídeos de YouTube  onde fazia covers de musicas de diversas bandas. Alex originalmente fazia parte da banda de deathcore russa We Are Obscurity, no entanto, o grupo se desfez depois de não conseguir encontrar uma gravadora. Simmons recrutou Alex em conjunto com o baterista russo Anton Poddyachy para formar o que viria a tornar-se a banda Slaughter to Prevail. Eles lançaram um EP intitulado Chapters of Misery (2015) e os vídeos oficiais para as músicas Hell (Ад) e Misery (Страдание) alcançaram milhões de visualizações no YouTube. Devido ao seu sucesso, eles assinaram um contrato com a Sumerian Records, uma gravadora norte-americana, em 2016 e re-lançaram Chapters of Misery com uma nova música e vídeo, As the Vultures Circle, como o seu primeiro álbum sob o marca. Em Maio de 2016, foi anunciado que a banda Slaughter to Prevail iria juntar-se a bandas como Cannibal Corpse para o Summer Slaughter 2016.
Slaughter to Prevail lançou o seu primeiro álbum completo, Misery Sermon, em 2017. O vocalista Alex mencionou que o álbum foi inspirado pelo ódio e miséria visto na vida quotidiana, especialmente devido à ideia de que os espectáculos de metal na Rússia, são, por vezes, cancelados devido a motivos religiosos.
Slaughter to Prevail mais uma vez foi convidada para se apresentar no Summer Slaughter 2017, ao lado de bandas como The Black Dahlia Murder e Dying Fetus, mas, em última análise, não lhes foi possível fazer o tour devido a problemas com os vistos. Slaughter to Prevail, também foi convidada para participar no Suicide Silence na tour do seu 10º aniversário do seu álbum, The Cleansing e foi definida para actuar nos EUA e no Canadá, em novembro e dezembro de 2017. No entanto, a banda mais uma vez encontrou problemas com os vistos, devido aos vistos russos estarem congelados para entrar nos EUA.
Em 2021, a música deles "Baba Yaga" foi eleita pela Loudwire como a 3ª melhor música de metal de 2021.
Em 2022 foi lançado seu novo album single com a música 1984, que já piram a cabeça de muita gente e atualmente nesta data de (05/14/2023) está por lançar a nova música Viking, que por agora foi apenas apresentada no show The Orpheom em Tampa  dia (04/16/2023) e no show Newport Music Hall in Columbus dia (04/23/23).

## Estilo e influências
Slaughter to Prevail foi descrito principalmente como deathcore, com foco principal nos vocais guturais extremamente graves do Terrible. Terrible mencionou que a banda foi influenciada por outras bandas importantes de deathcore, como Suicide Silence, Bring Me the Horizon e Carnifex. O Kostolom marcou uma mudança estilística, com os críticos observando a influência do nu metal, como Iowa do Slipknot. O Terrible também começou a variar mais seu estilo vocal em Kostolom, incorporando gritos agudos e vocais limpos ocasionais junto com os rosnados e guturais pelos quais ele era conhecido.
As letras de Slaughter to Prevail são escritas em russo e inglês, sendo que os dois idiomas aparecem com frequência na mesma música.

## Discografia

### Álbuns de estúdio
- Misery Sermon (2017);
- Kostolom (2021);

### EPs
- Chapters of Misery (2015);
- Behelit (2024);

### Singles
- "Crowned & Conquered" (2014);
- "As the Vultures Circle" (2016);
- "King" (2017);
- "Agony" (2019);
- "Demolisher" (2021);
- "Baba Yaga" (2021);
- "Zavali Ebalo" (2021);
- "1984"(2022);